# Dieter Blötz
Dieter Blötz (* 5. November 1931 in Braunschweig; † 6. Juni 1987 in Hamburg) war ein deutscher Politiker der SPD und Vizepräsident des Bundesnachrichtendienstes.

## Leben
Dieter Blötz absolvierte von 1945 bis 1948 eine kaufmännische Lehre und arbeitete anschließend als kaufmännischer Angestellter. Von 1950 bis 1953 besuchte er die Abendschule und machte dort sein Abitur nach. Es folgte ein Studium an der Akademie für Gemeinwirtschaft in Hamburg und anschließend an der Universität Hamburg. Blötz arbeitete später als Landesgeschäftsführer der SPD-Landesorganisation Hamburg. Der SPD war er 1955 beigetreten. Blötz war verheiratet und hatte ein Kind.
Von März 1966 (6. Wahlperiode) bis zum 1. Mai 1970 (Anfang 7. Wahlperiode) war Blötz für die SPD Abgeordneter der Hamburgischen Bürgerschaft. In dieser Zeit war er im Innenausschuss tätig und einige Zeit auch dessen Vorsitzender.
Nach dem Ausscheiden aus der Bürgerschaft wurde er – ohne nachrichtendienstliche Erfahrung – Mitarbeiter des Bundesnachrichtendienstes (BND). Bereits am 1. April 1970 meldete die Deutsche Presseagentur, dass das Kanzleramt Dieter Blötz zum neuen Vizechef des BND neben dem Präsidenten Gerhard Wessel benannt hatte. Das von ihm dort eingeführte dreitägige Personalauswahlverfahren für den höheren Dienst wurde auch „Blötz-Abitur“ genannt.
Im Sommer 1979 musste er wegen einer Liebesaffäre seinen Platz räumen. An die Öffentlichkeit kam die Affäre laut der Wochenzeitung Die Zeit durch interne Kreise des Bundesnachrichtendienstes.
Nach seinem Ausscheiden aus dem Staatsdienst wurde Dieter Blötz Abteilungsdirektor der Volksfürsorge Versicherungsgruppe.